# Marion Ammann
Marion Ammann (* 30. Juli 1964 in Zürich, Bürgerin von Herisau) ist eine Schweizer Opern- und Konzertsängerin (Sopran).

## Leben
Ammann studierte ab 1991 Gesang mit Lehrdiplomabschluss an der Akademie für Schul- und Kirchenmusik Luzern sowie privat in Zürich und Bern. Am Opernstudio Biel erlangte sie 1997 die Konzertreife im Fach Oper. Ihre ersten Rollen als Lady Macbeth in Giuseppe Verdis Macbeth und Leonore in Ludwig van Beethovens Fidelio sang sie am Theater Biel Solothurn. Ihre Lehrer waren u. a. Kurt Widmer (Basel), Edith Mathis (Luzern) und Daniel Ferro (New York).
Ammann hat sich vor allem im Strauss- und Wagner-Fach hervorgetan. Die Rolle der Kaiserin in Strauss’ Die Frau ohne Schatten sang sie an den Bühnen von Antwerpen, Gent, Graz, Karlsruhe, Saarbrücken und Helsinki, die Isolde in Wagners Tristan und Isolde an einem Dutzend deutscher und nordischer Bühnen. In der Oper Klosterneuburg war sie Leonore in Fidelio.
Sie erhielt verschiedene Preise und Auszeichnungen, darunter vom Migros-Genossenschafts-Bund sowie von den Kantonen Graubünden und Solothurn, und war Bayreuther Stipendiatin.
Ammann wohnt in Dornach bei Basel.

## Repertoire (Auswahl)

### Oper und Operette
- Leonore in Fidelio von Ludwig van Beethoven
- Dorabella in Così fan tutte von Wolfgang Amadeus Mozart
- Rosalinde in Die Fledermaus von Johann Strauss
- Salome in Salome von Richard Strauss
- Arabella in Arabella von Richard Strauss
- Elsa von Brabant in Lohengrin von Richard Wagner
- Senta in Der Fliegende Holländer von Richard Wagner
- Isolde in Tristan und Isolde von Richard Wagner
- Sieglinde in Die Walküre von Richard Wagner

### Konzerte
- Matthäus-Passion, BWV 244 von Johann Sebastian Bach
- 9. Sinfonie in d-Moll op. 125 von Ludwig van Beethoven
- Messe Nr. 3 in f-Moll (WAB 28) von Anton Bruckner
- Das Buch mit sieben Siegeln von Franz Schmidt
- Wesendonck-Lieder von Richard Wagner

## Diskografie
- DVD Der Ring des Nibelungen von Richard Wagner, Klassik-Center Kassel, 2011